# 누드 모델

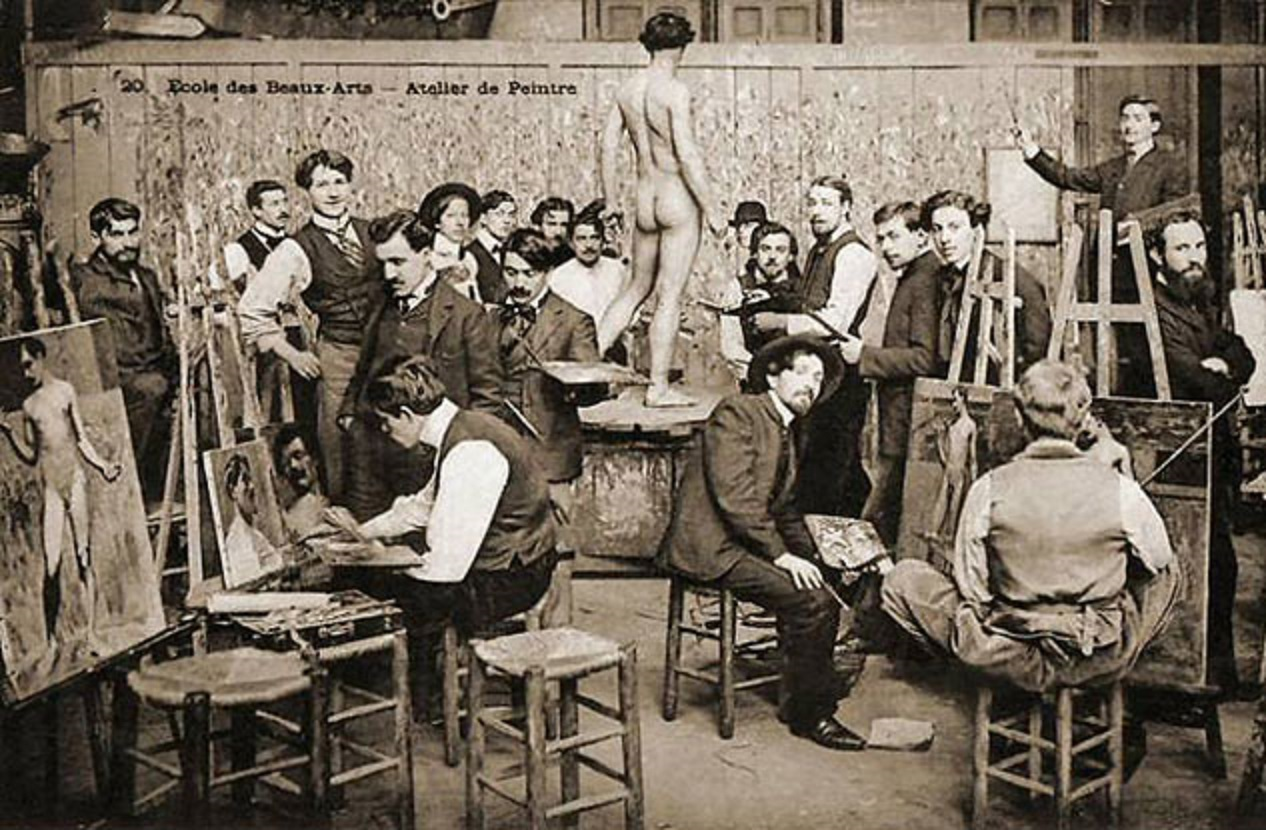
학교의 회화 누드 모델 (19세기 프랑스)

누드 모델(영어: Nude model)은 일반적으로 사진, 회화, 조각 등의 미술 작품을 만들기 위해 사용되는 누드를 제공하는 인물 (미술 모델)을 의미한다. 미술 모델이 아니라, 성인 모델이나 페티시 모델을 의미할 수도 있다.

## 미술
사진, 회화, 조각 등의 미술 분야에서 종종 모델 누드가 요구된다.